# Kurtan
Kurtan (en arménien Կուրթան) est une communauté rurale du marz de Lorri en Arménie. En 2008, elle compte 2 307 habitants.